# Slide (guitarra)

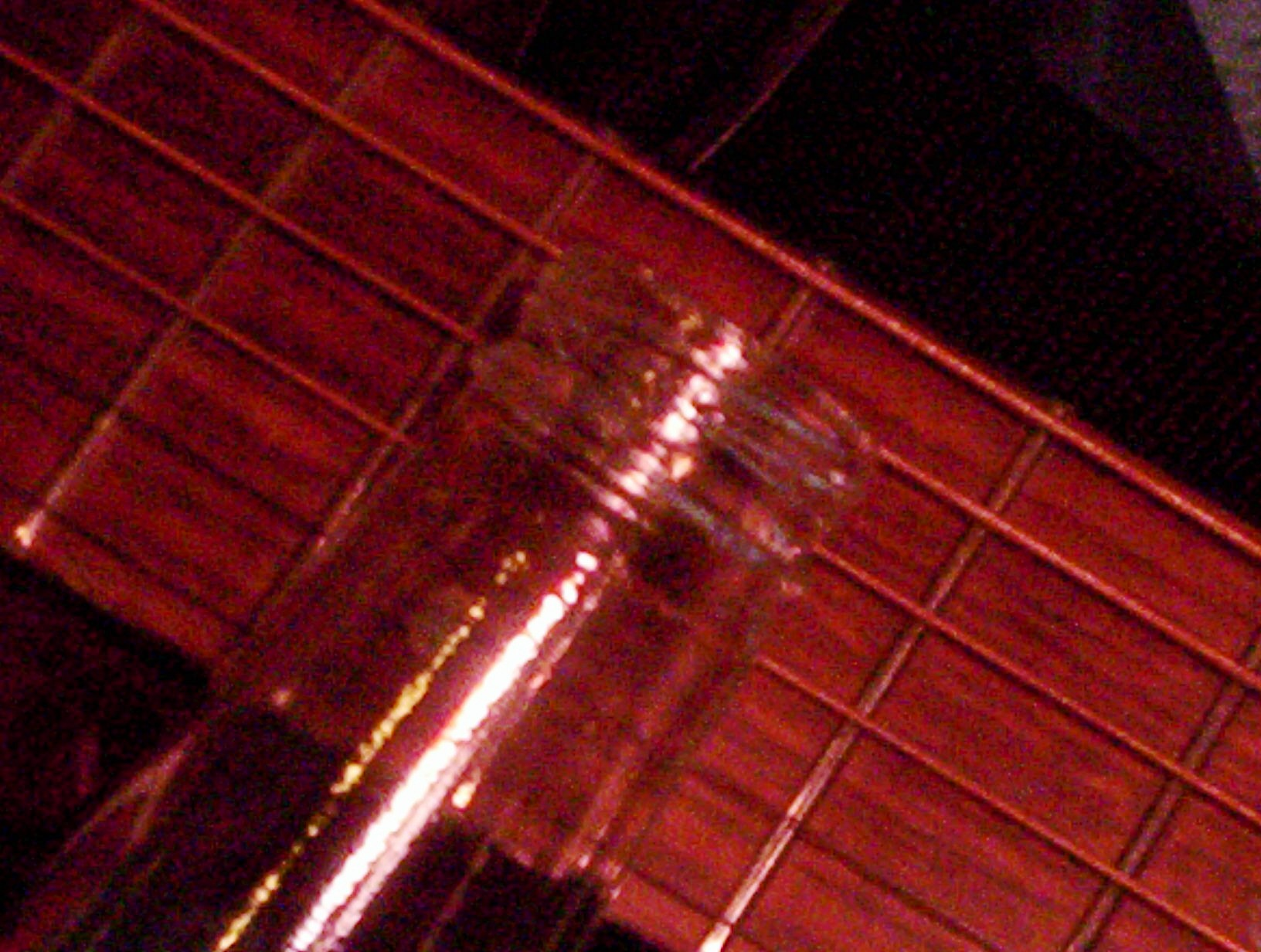
Un coll d'ampolla en una guitarra acústica.

El slide o bottleneck és una tècnica de guitarra en la qual es toca una nota, i després es llisca el dit a altre trast, cap amunt o baix del diapasó. Aquesta tècnica és utilitzada per a produir sons plorosos, malenconiosos o virolats. El terme slide s'utilitza en referència al gest de lliscament sobre les cordes, mentre que bottleneck es refereix al material original utilitzat en dites llisques, que era el coll d'ampolles de vidre.
Els músics hawaians, de country o de blues, llisquen per les cordes un tub de metall, que pot observar-se en el dit d'alguns guitarristes quan toquen, encara que primitivament s'usaven anells, navalles o fins i tot el coll d'una ampolla. Aquesta tècnica és usual en les steel guitars.
Alternativament, el guitarrista pot accentuar una nota realitzant un menut slide en un trast indeterminat. Açò es diu lliscant la nota cap amunt. Un guitarrista pot també tocar una nota i, després de deixar-la sonar per un temps, lliscar-la cap amunt o cap avall. Generalment, l'hi sol lliscar cap avall del diapasó, fins al capçal. Açò es diu 'lliscant la nota cap avall'.